# دنیل بروسینسکی
دنیل بروسینسکی (انگلیسی: Daniel Brosinski؛ زادهٔ ۱۷ ژوئیهٔ ۱۹۸۸) یک بازیکن فوتبال اهل آلمان است.
از باشگاه‌هایی که در آن بازی کرده‌است می‌توان به ماینتس ۰۵، باشگاه فوتبال کلن، باشگاه فوتبال ام‌اس‌وی دویسبورگ و گروتر فورث اشاره کرد.